# عبور از مرز شب
عبور از مرز شب فیلمی به کارگردانی و نویسندگی محمدباقر خسروی محصول سال ۱۳۵۷ است.

## خلاصه داستان
فرهاد (وفا) و مارگریت (شهرزاد آرمانی) از سال‌های مدرسه به یکدیگر علاقمند می‌شوند...

## بازیگران
- وفا
- رضا کرم رضایی
- آرمان
- شهرزاد آرمانی
- شهداد نعمتی
- شادی آفرین
- محمدنبی رفیعی
- آریانژاد
- گودرزی
- زنگنه (بازیگر)
- جلال پیشواییان
- رضی
- اسکندر تقی‌زاده
- فرهاد
- حسن
- غلام
- مجیدی
- مهران صدری
- مارگریت
- ترمه
- فرزانه